# Aventis
Das Unternehmen Aventis mit Sitz in Straßburg war einer der größten und zugleich kurzlebigsten Pharma-Konzerne der Welt (1999–2004).

## Geschichte
Das Unternehmen entstand 1999 aus der Fusion von Hoechst (Frankfurt am Main) mit dem französischen Pharma-Konzern Rhône-Poulenc (Lyon). Der zum Konzern gehörende Industriepark Höchst in Frankfurt-Höchst ist einer der größten europäischen Produktions- und Forschungsstandorte. Die Pharmasparte des Konzerns, die Aventis Pharma AG, nahm ihren Sitz in Frankfurt am Main, die Pflanzenschutzmittelsparte des neuen Konzerns als Aventis Crop Science in Lyon.
2003 verkaufte Aventis die Pflanzenschutzsparte des Konzerns an seinen Wettbewerber Bayer. Daraus entstand der Teilkonzern Bayer CropScience und Aventis wurde seitdem kurzzeitig ein reines Pharmaunternehmen.
Mitte 2004 fusionierte der Rest von Aventis mit dem französischen Pharmakonzern Sanofi-Synthélabo. Das neue Unternehmen Sanofi-Aventis wurde zum größten Pharmaunternehmen Europas. Formal war die Übernahme eine Fusion unter Gleichen, tatsächlich war es eine Übernahme, der im Januar 2004 ein sogenanntes feindliches Übernahmeangebot von Sanofi-Synthélabo vorangegangen war.
Obwohl Sanofi-Synthélabo deutlich kleiner als Aventis war, hatte das Unternehmen wegen seines schnellen Wachstums eine hohe Bewertung an der Börse und befand sich in einer relativ sicheren Ausgangsposition, da es mit L’Oréal und Total zwei Großaktionäre hatte, die die Übernahmestrategie unterstützten. Zudem hatte auch die französische Regierung das Fusionsvorhaben begrüßt, um auf diese Weise einen „europäischen Champion“ zu schaffen.
Die deutsche Regierung verhielt sich neutral, um mögliche künftige Übernahmen französischer Unternehmen durch Deutsche nicht zu gefährden.